# Ernesto De Curtis
Ernesto De Curtis (ur. 4 października 1875 w Neapolu, zm. 31 grudnia 1937 tamże) – włoski kompozytor licznych pieśni neapolitańskich, w tym „Torna a Surriento”, skomponowanej do tekstu brata, Giambattisty. Jest również kompozytorem popularnego romansu, „Non ti scordar di me”, napisanego w 1935 roku do włoskiego tekstu Domenica Furnò, którego pierwszym wykonawcą był znany tenor, Beniamino Gigli.

## Życiorys i twórczość

### Młodość i edukacja muzyczna
Ernesto De Curtis urodził się 4 października 1875 roku w Neapolu jako czwarte z sześciu dzieci Giuseppe De Curtisa, malarza dekoracyjnego i Elisabetty Minnon. Ze strony matki był spokrewniony z kompozytorem Saveriem Mercadante. W wieku około ośmiu lat uczył się podstaw muzyki pod kierunkiem Vincenza Valente, jednego z ówczesnych mistrzów pieśni neapolitańskiej, przyjaciela Giuseppe De Curtisa. Edukację muzyczną kontynuował w neapolitańskim konserwatorium San Pietro a Majella, które ukończył z dyplomem. Talent muzyczny Ernesta De Curtisa rozwijał się pod kierunkiem jego starszego brata, Giambattisty, malarza, poety i muzyka. To Giambattista napisał poetycki tekst do pierwszego utworu Ernesta w dialekcie neapolitańskim, „ ’A primma vota”, opublikowany przez wydawnictwo Bideri w Neapolu w 1897 roku. Dzięki tej pieśni Ernesto stał się znany w środowisku artystycznym. Był to początek owocnej współpracy artystycznej pomiędzy braćmi, która miała trwać przez około trzydzieści lat i okazała się bardzo owocna. Rok ten był zarazem początkiem czterdziestoletniej kariery Ernesta De Curtisa jako kompozytora pieśni neapolitańskiej w jej złotym okresie, a także jako pianisty-akompaniatora.

### Kariera artystyczna
W 1899 roku Ernesto De Curtis wydał „I’ penso siempre a te” (do tekstu Adolfa Genise), w 1900 – „Canzona sincera”, a w 1901 – „Tiemme cu te” (wszystkie do tekstów brata). W 1902 roku skomponował, również do tekstu brata, pieśń „Amalia”, poświęconą Amalii Russo, z którą kilka lat później ożenił się; w tym samym roku skomponował pieśń „Torna a Surriento”, (ponownie do tekstu brata), opublikowany przez Bideri w 1904 roku. W tym samym roku Bideri opublikowało również „Voce ’e notte”, pieśń skomponowaną w 1903 roku do tekstu Edoarda Nicolardiego.
W kolejnych latach Ernesto De Curtis skomponował takie pieśni jak: „’A muntanara” (1905), „’A surrentina” (1906), „Pusilleco e Surrento” (1906), „Te vene a mente” (1906), „Serenata gelosa” (1906), „Dui core” (1907), „La speranza” (1907; wszystkie do tekstów brata), „Facitime felice” (1907), „Primmavera” (1907, do tekstów, odpowiednio: Vincenza i Ferdinanda Russa). W 1909 roku skomponował „Canta pe’ me” do tekstu Libera Bovia, a następnie „Sora mia” (1910) i „’A femmena” (1911, do tekstów Rocca Galdieri), również opublikowane przez Bideri. W 1911 roku przeszedł do niemieckiego wydawnictwa Poliphon. W tym samym roku skomponował „Ah, l’ammore che ffa fà” (do tekstu Ernesta Murola); w następnym roku „So’ ’nnamorato le te” i „I’ m'arricordo ’e te”, obie do tekstów brata. W 1912 roku powrócił do współpracy z Liberem Boviem komponujac: „Canzone ’e Napule” znanej również jako „Me ne vogl’i’ a ll’America”, a następnie „Autunno i „Sona chitarra” (obie w 1913 roku) oraz „Tu ca nun chiagne” i „’A guerra” (obie w 1915 roku).
W 1915 roku napisał pieśń „Lusinga” (tekst Adolfa Genise), jedną z pierwszych w języku włoskim, a w kolejnych latach: „Voi ed io” (do tekstu Genise), „Mese gentile” (do tekstu Nella De Lutia), „Odorano le rose”, „Non sei tu”, „Nostalgia”, „Tutto passa”, „Sogno ancora”, a później: Non ti scordar di me” i „Ti voglio tanto bene”. Kontynuował również pisanie utworów w dialekcie neapolitanskim: „Core napulitano” (tekst R. Galdieri), „Solo cu’ te” (tekst A. Barbieri), „Luna gentile” (do tekstu brata). W 1917 roku powstały pieśni „Mandulinata” oraz „’E canzone”, obie do tekstów Libera Bovia, a później: „Nun sia maie” (tekst C. Letico), „’Na parola sola” (tekst G. Esposito) oraz „Sorrento” i „’O balcone ’e Napule”, obie do tekstów Ernesta Murola, zaprezentowane w 1934 roku podczas przeglądu w Piedigrotta.

#### Współpraca z Beniaminem Giglim
Pieśni Ernesta De Curtisa wykonywali Enrico Caruso i Beniamino Gigli. Szczególnie z Giglim wiążą się największe sukcesy i popularyzacja za granicą takich piosenek jak: „Torna a Surriento”, „Voce ’e notte”, „Non ti scordar di me” oraz innych. De Curtis i Gigli spotkali się w latem 1922 roku w Agnano, miejscowości uzdrowiskowej w pobliżu Neapolu i wkrótce zaprzyjaźnili się. Przypuszczalnie jesienią tego samego roku De Curtis wyjechał w ślad za Giglim do Ameryki Północnej (gdzie kilka lat wcześniej pojawił się również Enrico Caruso) i gdzie pozostał przez ponad dziesięć lat. Z Giglim De Curtis koncertował w Stanach Zjednoczonych, Brazylii i Argentynie, odnosząc sukcesy zarówno w prezentacji pieśni neapolitańskiej jak i romansów włoskich. Przed 1934 rokiem powrócił do Neapolu. Kontynuował komponowanie piosenek, ale było to już w schyłkowym okresie świetności pieśni neapolitańskiej. Jednak w ostatnich latach życia, dzięki współpracy z Domenikiem Furnò, skomponował dwa ze swych najpiękniejszych romansów: „Non ti scordar di me” z 1935 roku, który dał tytuł włosko-niemieckiemu filmowi, nakręconemu w tym samym roku przez Augusta Geninę z Beniaminem Giglim jako głównym bohaterem oraz „Ti voglio tanto bene”, z 1937 roku, również spopularyzowanym przez Giglego w innym filmie, zatytułowanym Solo con te. „Non ti scordar di me” przypomniał w 1968 roku w unowocześnionej wersji Sergio Leonardi, doprowadzając go do 15 miejsca na włoskiej liście przebojów, Hit Parade Italia. Utwór wykonywali również tacy artyści jak: Gino Bechi, Giuseppe Di Stefano, Tito Schipa, Claudio Villa i Luciano Virgili.
Ernesto De Curtis zmarł 31 grudnia 1937 w Neapolu, tuż po ukończeniu pieśni „Ave Maria”, dedykowanej Giglemu. W tym samym roku zmarli również dwaj inni znani twórcy pieśni neapolitańskiej, Ernesto Tagliaferri i Rodolfo Falvo.